# Nutzreservat in Brasilien
Nutzreservate (portugiesisch Reservas Extrativistas, abgekürzt REx oder RESEX) sind eine in Brasilien seit 2007 durch Gesetz eingeführte Form von Geschützter Landschaft.
RESEX entsprechen weitgehend der Kategorie VI Ressourcenschutzgebiet der IUCN („Internationale Union zur Bewahrung der Natur und natürlicher Ressourcen“). Mit Stand 2016 sind über 80 RESEX in Brasilien verzeichnet.

## Entwicklung
Während die Landrechte der Indigenen seit der Gründung Brasiliens eine Rolle in der Politik spielen, begann die Debatte über die Rechte für nicht-indigene, lokale Gemeinschaften erst in den 1980er Jahren. Es begann mit den Naturkautschukzapfern (Seringueiros) im Bundesstaat Acre: Sie forderten gesicherte Territorien und das Recht auf eine nachhaltige regionale Wirtschaftsweise und entwickelten dazu die Idee der extraktiven Sammelgebiete. Diese Bestrebungen führten bis 2007 zur Ausweisung von 65 solcher Sammelgebiete in Amazonien mit einer Gesamtfläche von 117.720 km². Rondônia hatte bereits seit Anfang der 1990er Jahre auf staatlicher Ebene begonnen, Ressourcenschutzgebiete einzurichten.
Davon ermutigt stellten bald auch andere traditionelle Gemeinschaften wie beispielsweise die Amazonas-Flussanwohner und die Babaçu-Sammlerinnen (Quebradeiras de Coco Babaçu) ähnliche Forderungen, die ebenfalls erfolgreich waren. 2004 wurde mit der „Nationalen Kommission für traditionelle Völker und Gemeinschaften“ erstmals eine Vertretung eingerichtet, die nicht nur indigenen Völkern nutze sollte. Unterstützung leistete auch der Deutsche Entwicklungsdienst. 2007 wurde schließlich das rechtlich bindende „Dekret für Traditionelle Völker und Gemeinschaften“ (Decreto 6040) vom Präsidenten der Republik unterzeichnet. Darin wird neben der Festschreibung der traditionellen Rechte explizit auf eine nachhaltige Entwicklung und Ökonomie hingewiesen, ohne die die langfristige Existenz dieser Gruppen kaum vorstellbar ist. Im Gegensatz zu den von der Verfassung garantierten Landrechten der Indigenen und Quilombolas enthält das Dekret allerdings keine Verpflichtung zur Ausweisung konkreter Gebiete.

## Organisation
Die Verwaltung der in Bundeshoheit liegenden Reservate wurde dem Instituto Chico Mendes de Conservação da Biodiversidade (ICMBio) übertragen. Für die einzelnen Reservate wurde jeweils ein Management-Plan (Schutzgebietsmanagement) mit den dortigen Bewohnern vereinbart.

## Liste der Nutzreservate
| Name                              | verant- wortlich | Lage               | Fläche ha / km²              | Jahr | Biom                   |
| --------------------------------- | ---------------- | ------------------ | ---------------------------- | ---- | ---------------------- |
| Acaú-Goiana                       | Bund             | Paraíba Pernambuco | 6.678 ha / 66,78 km²         | 2007 | Atlantischer Regenwald |
| Alto Juruá                        | Bund             | Acre               | 506.186 ha / 5061,86 km²     | 1990 | Amazonischer Regenwald |
| Alto Tarauacá                     | Bund             | Acre               | 151.200 ha / 1512,00 km²     | 2000 | Amazonischer Regenwald |
| Angelim                           | Staat            | Rondônia           | 8.923 ha / 89,23 km²         | 1995 | Amazonischer Regenwald |
| Aquariqua                         | Staat            | Rondônia           | 18.100 ha / 181,00 km²       | 1995 | Amazonischer Regenwald |
| Arapixi                           | Bund             | Amazonas           | 133.637 ha / 1336,37 km²     | 2006 | Amazonischer Regenwald |
| Arióca Pruanã                     | Bund             | Pará               | 83.445 ha / 834,45 km²       | 2005 | Amazonischer Regenwald |
| Auatí-Paraná                      | Bund             | Amazonas           | 146.950 ha / 1469,50 km²     | 2001 | Amazonischer Regenwald |
| Baixo Juruá                       | Bund             | Amazonas           | 187.982 ha / 1879,82 km²     | 2001 | Amazonischer Regenwald |
| Barreiro das Antas                | Bund             | Rondônia           | 107.234 ha / 1072,34 km²     | 2001 | Amazonischer Regenwald |
| Batoque                           | Bund             | Ceará              | 602 ha / 6,02 km²            | 2003 |                        |
| Canavieiras                       | Bund             | Bahia              | 100.645 ha / 1006,45 km²     | 2006 |                        |
| Canutama                          | Staat            | Amazonas           | 197.986 ha / 1979,86 km²     | 2009 | Amazonischer Regenwald |
| Cassurubá                         | Bund             | Bahia              | 100.687 ha / 1006,87 km²     | 2009 |                        |
| Castanheira                       | Staat            | Rondônia           | 10.200 ha / 102,00 km²       | 1995 | Amazonischer Regenwald |
| Catuá-Ipixuna                     | Bund             | Amazonas           | 217.486 ha / 2174,86 km²     | 2003 | Amazonischer Regenwald |
| Cazumbá-Iracema                   | Bund             | Acre               | 750.795 ha / 7507,95 km²     | 2002 | Amazonischer Regenwald |
| Chapada Limpa                     | Bund             | Maranhão           | 11.971 ha / 119,71 km²       | 2007 |                        |
| Chico Mendes                      | Bund             | Acre               | 970.570 ha / 9705,70 km²     | 1990 | Amazonischer Regenwald |
| Chocoaré-Mato Grosso              | Bund             | Pará               | 2.786 ha / 27,86 km²         | 2002 |                        |
| Ciriaco                           | Bund             | Maranhão           | 8.084 ha / 80,84 km²         | 1992 | Amazonischer Regenwald |
| Curralinho                        | Staat            | Rondônia           | 1.758 ha / 17,58 km²         | 1995 | Amazonischer Regenwald |
| Cururupu                          | Bund             | Maranhão           | 185.046 ha / 1850,46 km²     | 2004 | Amazonischer Regenwald |
| Extremo Norte do Tocantins        | Bund             | Tocantins          | 9.280 ha / 92,80 km²         | 1992 | Amazonischer Regenwald |
| Freijó                            | Staat            | Rondônia           | 600 ha / 6,00 km²            | 1995 | Amazonischer Regenwald |
| Garrote                           | Staat            | Rondônia           | 803 ha / 8,03 km²            | 1995 | Amazonischer Regenwald |
| Guariba                           | Staat            | Amazonas           | 150.465 ha / 1504,65 km²     | 2005 | Amazonischer Regenwald |
| Guariba-Roosevelt                 | Staat            | Mato Grosso        | 164.224 ha / 1642,24 km²     | 1996 | Amazonischer Regenwald |
| Gurupá-Melgaço                    | Bund             | Pará               | 145.298 ha / 1452,98 km²     | 2006 | Amazonischer Regenwald |
| Ipaú-Anilzinho                    | Bund             | Pará               | 55.816 ha / 558,16 km²       | 2005 | Amazonischer Regenwald |
| Ipê                               | Staat            | Rondônia           | 815 ha / 8,15 km²            | 1995 | Amazonischer Regenwald |
| Itaúba                            | Staat            | Rondônia           | 1.758 ha / 17,58 km²         | 1995 | Amazonischer Regenwald |
| Ituxi                             | Bund             | Amazonas           | 776.940 ha / 7769,40 km²     | 2008 | Amazonischer Regenwald |
| Jaci Paraná                       | Staat            | Rondônia           | 197.364 ha / 1973,64 km²     | 1996 | Amazonischer Regenwald |
| Jatobá                            | Staat            | Rondônia           | 1.135 ha / 11,35 km²         | 1995 | Amazonischer Regenwald |
| Juami-Japurá                      | Bund             | Amazonas           | 745.830 ha / 7458,30 km²     | 2001 | Amazonischer Regenwald |
| Jutaí-Solimões                    | Bund             | Amazonas           | 284.285 ha / 2842,85 km²     | 1983 | Amazonischer Regenwald |
| Lago do Capanã Grande             | Bund             | Amazonas           | 304.146 ha / 3041,46 km²     | 2004 | Amazonischer Regenwald |
| Lago do Cedro                     | Bund             | Goiás              | 17.338 ha / 173,38 km²       | 2006 |                        |
| Lago do Cuniã                     | Bund             | Rondônia           | 55.850 ha / 558,50 km²       | 1999 | Amazonischer Regenwald |
| Mãe Grande de Curuçá              | Bund             | Pará               | 37.062 ha / 370,62 km²       | 2002 |                        |
| Mandira                           | Bund             | São Paulo          | 1.176 ha / 11,76 km²         | 2002 | Atlantischer Regenwald |
| Mapuá                             | Bund             | Pará               | 94.464 ha / 944,64 km²       | 2005 | Amazonischer Regenwald |
| Maracanã                          | Bund             | Pará               | 30.019 ha / 300,19 km²       | 2002 |                        |
| Maracatiara                       | Staat            | Rondônia           | 9.503 ha / 95,03 km²         | 1995 | Amazonischer Regenwald |
| Marinha da Baía do Iguape         | Bund             | Bahia              | 8.117 ha / 81,17 km²         | 2000 |                        |
| Marinha Lagoa do Jequiá           | Bund             | Alagoas            | 10.203 ha / 102,03 km²       | 2001 |                        |
| Marinha de Araí-Peroba            | Bund             | Pará               | 11.479 ha / 114,79 km²       | 2005 |                        |
| Marinha de Caeté-Taperaçu         | Bund             | Pará               | 42.068 ha / 420,68 km²       | 2005 |                        |
| Marinha de Gurupi-Piriá           | Bund             | Pará               | 74.081 ha / 740,81 km²       | 2005 |                        |
| Marinha de Soure                  | Bund             | Pará               | 27.464 ha / 274,64 km²       | 2001 |                        |
| Marinha de Tracuateua             | Bund             | Pará               | 127.153 ha / 1271,53 km²     | 2005 |                        |
| Marinha da Ponta do Corumbau      | Bund             | Bahia              | 89.500 ha / 895,00 km²       | 2000 |                        |
| Marinha de Arraial do Cabo        | Bund             | Rio de Janeiro     | 56.769 ha / 567,69 km²       | 1997 |                        |
| Marinha do Delta do Parnaíba      | Bund             | Piauí              | 27.021 ha / 270,21 km²       | 2000 |                        |
| Marinha Prainha do Canto Verde    | Bund             | Ceará              | 29.794 ha / 297,94 km²       | 2009 |                        |
| Massaranduba                      | Staat            | Rondônia           | 5.566 ha / 55,66 km²         | 1995 | Amazonischer Regenwald |
| Mata Grande                       | Bund             | Maranhão           | 10.450 ha / 104,50 km²       | 1992 | Amazonischer Regenwald |
| Médio Juruá                       | Bund             | Amazonas           | 286.933 ha / 2869,33 km²     | 1997 | Amazonischer Regenwald |
| Médio Purus                       | Bund             | Amazonas           | 604.209 ha / 6042,09 km²     | 2008 | Amazonischer Regenwald |
| Mogno                             | Staat            | Rondônia           | 2.450 ha / 24,50 km²         | 1995 | Amazonischer Regenwald |
| Pedras Negras                     | Staat            | Rondônia           | 124.409 ha / 1244,09 km²     | 1995 | Amazonischer Regenwald |
| Piquiá                            | Staat            | Rondônia           | 1.449 ha / 14,49 km²         | 1995 | Amazonischer Regenwald |
| Quilombo Frechal                  | Bund             | Maranhão           | 9.542 ha / 95,42 km²         | 1992 | Amazonischer Regenwald |
| Recanto das Araras de Terra Ronca | Bund             | Goiás              | 11.964 ha / 119,64 km²       | 2006 |                        |
| Renascer                          | Bund             | Pará               | 211.741 ha / 2117,41 km²     | 2009 | Amazonischer Regenwald |
| Rio Cajari                        | Bund             | Amapá              | 501.771 ha / 5017,71 km²     | 1990 | Amazonischer Regenwald |
| Rio Cautário (Estadual)           | Staat            | Rondônia           | 146.400 ha / 1464,00 km²     | 1995 | Amazonischer Regenwald |
| Rio Cautário Federal              | Bund             | Rondônia           | 73.818 ha / 738,18 km²       | 2001 | Amazonischer Regenwald |
| Rio Gregório                      | Staat            | Amazonas           | 427.004 ha / 4270,04 km²     | 2007 | Amazonischer Regenwald |
| Rio Iriri                         | Bund             | Pará               | 398.938 ha / 3989,38 km²     | 2006 | Amazonischer Regenwald |
| Rio Jutaí                         | Bund             | Amazonas           | 275.533 ha / 2755,33 km²     | 2002 | Amazonischer Regenwald |
| Rio Ouro Preto                    | Bund             | Rondônia           | 204.583 ha / 2045,83 km²     | 1990 | Amazonischer Regenwald |
| Rio Pacaás Novos                  | Staat            | Rondônia           | 342.904 ha / 3429,04 km²     | 1995 | Amazonischer Regenwald |
| Rio Preto-Jacundá                 | Staat            | Rondônia           | 95.300 ha / 953,00 km²       | 1996 | Amazonischer Regenwald |
| Rio Unini                         | Bund             | Amazonas           | 833.352 ha / 8333,52 km²     | 2006 | Amazonischer Regenwald |
| Rio Xingu                         | Bund             | Pará               | 303.841 ha / 3038,41 km²     | 2008 | Amazonischer Regenwald |
| Riozinho da Liberdade             | Bund             | Acre               | 325.603 ha / 3256,03 km²     | 2005 | Amazonischer Regenwald |
| Riozinho do Anfrísio              | Bund             | Pará               | 736.340 ha / 7363,40 km²     | 2004 | Amazonischer Regenwald |
| Roxinho                           | Staat            | Rondônia           | 882 ha / 8,82 km²            | 1995 | Amazonischer Regenwald |
| São João da Ponta                 | Bund             | Pará               | 3.203 ha / 32,03 km²         | 2002 |                        |
| Seringueira                       | Staat            | Rondônia           | 537 ha / 5,37 km²            | 1995 | Amazonischer Regenwald |
| Sucupira                          | Staat            | Rondônia           | 3.188 ha / km²               | 1995 | Amazonischer Regenwald |
| Tapajós-Arapiuns                  | Bund             | Pará               | 647.611 ha / 6476,11 km²     | 1998 | Amazonischer Regenwald |
| Terra Grande-Pracuúba             | Bund             | Pará               | 194.695                      | 2006 | Amazonischer Regenwald |
| Verde para Sempre                 | Bund             | Pará               | 1.288.720 ha / 12.887,20 km² | 2004 | Amazonischer Regenwald |